# رضائية جنسية
الرضائية الجنسية أو الموافقة الجنسية، هي الموافقة على الانخراط في نشاط جنسي. يعدّ النشاط الجنسي دون موافقة اغتصابًا أو اعتداء جنسي في العديد من الولايات القضائية.

## المناقشة الأكاديمية للرضائية
جادل الأكاديمي لويس بينو في أواخر ثمانينيات القرن العشرين، بأن المجتمع يجب أن يتحرك نحو نموذج أكثر تواصلًا للجنسانية، بحيث تصبح الرضائية أكثر وضوحًا وموضوعية ومتعددة المستويات، مع نموذج أكثر شمولًا من «لا تعني لا» أو «نعم تعني نعم». نظمت العديد من الجامعات حملات حول الرضائية. وكانت حملات مبتكرة ذات شعارات وصور تجذب الانتباه، والتي تسوق لأن تكون الرضائية أداة فعالة لزيادة الوعي بالاعتداء الجنسي في الحرم الجامعي والقضايا ذات الصلة.
في كندا: «الرضائية تعني الموافقة الطوعية للمشتكي على الانخراط في نشاط جنسي» دون إساءة استخدام أو استغلال «الثقة أو القوة أو السلطة» أو الإكراه أو التهديد. يمكن أيضًا إبطال الرضائية في أي وقت.
اقتُرحت نماذج جديدة للرضائية الجنسية منذ أواخر تسعينيات القرن العشرين. طُورت مفاهيم محددة مثل «نعم تعني نعم» ونماذج توكيدية، مثل تعريف هول القائل أنها: «الموافقة الطوعية على ما يُفعل أو يُقترح من قبل شخص آخر، بإذن، أو اتفاق في الرأي أو المشاعر». ذكر كل من هيكمان وموهلينهارد أن الرضائية يجب أن تكون «تواصلًا شفهيًا أو غير لفظي حر للشعور بالاستعداد للانخراط في نشاط جنسي». قد تظل الرضائية الإيجابية محدودة نظرًا لأنه لا يمكن دائمًا الاعتراف بالظروف الفردية الأساسية المحيطة بالموافقة في نموذج «نعم تعني نعم»، أو في نموذج «لا تعني لا».

## عناصر الرضائية

### المنظورات الأخلاقية والقانونية
كانت التعريفات المتعلقة بالرضائية وكيفية توصيلها في الأدبيات الأكاديمية متناقضة أو محدودة أو بدون إجماع. يجادل الدكتور جيمس روفي، وهو محاضر كبير في علم الإجرام في كلية العلوم الاجتماعية بجامعة موناش، بأن التعريف القانوني يجب أن يكون عالميًا، وذلك لتجنب الالتباس في القرارات القانونية. يوضح أيضًا كيف أن المفهوم الأخلاقي للرضائية لا يتوافق دائمًا مع المفهوم القانوني، إذ قد ينخرط بعض الأشقاء البالغين مثلًا أو غيرهم من أفراد الأسرة طواعية في علاقة، ولكن النظام القانوني قد يعتبر ذلك بمثابة سفاح القربى، لذا فهو جريمة. يجادل روفي بأن استخدام لغة معينة في التشريع فيما يتعلق بهذه الأنشطة الجنسية العائلية يتلاعب بالقارئ ليعتبرها غير أخلاقية وإجرامية، حتى لو وافق جميع الأطراف عليها. وبالمثل، قد يختار بعض القاصرين الذين تقل أعمارهم عن السن القانوني أن يكونوا في علاقة جنسية عن قصد وعن طيب خاطر، ورغم ذلك فإن القانون لا يعتبر ذلك شرعيًا. هناك ضرورة لتحديد سن الرضائية، إلا أن ذلك لا يسمح بمستويات متفاوتة من الوعي والنضج. هنا يمكن أن نرى كيف أن الفهم الأخلاقي والقانوني لا يتماشيان دائمًا.
لا يستطع جميع الأفراد التعبير عن الرضائية، أو حتى إذا تمكنوا من الإشارة شفهيًا إلى موافقتهم، فيُعتبر أنهم يفتقرون إلى القدرة على الإدلاء بموافقة مستنيرة أو كاملة (مثل القاصرين الذين تقل أعمارهم عن سن الرضائية أو الشخص المخمور). قد يوافق الناس أيضًا على نشاط جنسي غير مرغوب فيه.

### الموافقة الضمنية والصريحة
لم تعدّ الموافقة الضمنية في كندا دفاعًا عن الاعتداء الجنسي في قضية آر في إيونشاك لعام 1999 في المحكمة العليا، إذ قضت المحكمة بالإجماع بأن الرضائية يجب أن تكون صريحة بدلًا من كونها «ضمنية». قد يكون للدفاع فرصة لإقناع المحكمة بأن الرضائية ضمنية بطريقة ما من قبل الضحية، وذلك في الولايات المتحدة.
يمكن للمحكمة أن تنظر إلى العديد من الإجراءات على أنها موافقة ضمنية، مثل وجود علاقة سابقة مع المغتصب المزعوم (كالصداقة أو المواعدة أو المساكنة أو الزواج)، أو الموافقة على الاتصال الجنسي في المناسبات السابقة، أو المغازلة، أو ارتداء ملابس «مثيرة».

### النشاط الجنسي غير المرغوب فيه
يمكن أن ينطوي النشاط الجنسي غير المرغوب فيه على الاغتصاب أو أي اعتداء جنسي آخر، ولكن يمكن أيضًا تمييزه عنها. يقول جيسي فورد مؤلف دراسة عام 2018 التي أظهرت أن الرجال يمارسون الجنس غير المرغوب فيه مع النساء «لإثبات أنهم ليسوا مثليين» أن «كل الاعتداءات الجنسية هي شكل من أشكال الجنس غير المرغوب فيه، ولكن ليس كل نشاط جنسي غير مرغوب فيه هو اعتداء جنسي».
أظهرت دراسة أجريت عام 1998 أن كلًا من الرجال والنساء «يوافقون على النشاط الجنسي غير المرغوب فيه» في المواعدة بين غيرييّ الجنس، إذ أنهم في هذه الحالات، يكونون قد وافقوا على ممارسة الجنس غير المرغوب فيه لإرضاء شريكهم، أو «تعزيز العلاقة الحميمة»، أو تجنب التوتر في العلاقة. يجادل المؤلفون بأن تقديرات «التجارب الجنسية غير المرغوب فيها (غير الرضائية)» قد تخلط بين الجنس غير الرضائي والجنس بالتراضي.

### العمر
يُعد القاصرون الذين تقل أعمارهم عن سن معينة، وعادةً ما يكونون أقل من 18 عامًا كسن الموافقة الجنسية في الولاية القضائية، غير قادرين على إعطاء موافقة صالحة بموجب القانون على الأفعال الجنسية. سن الرضائية هو السن الذي يعتبر القاصر دونه غير مؤهل قانونيًا للموافقة على الأفعال الجنسية. لذا لا يمكن لشخص بالغ يمارس نشاطًا جنسيًا مع قاصر أصغر من سن الرضائية أن يدّعي أن النشاط الجنسي كان بالتراضي، ويمكن اعتبار هذا النشاط الجنسي اغتصابًا قانونيًا. يعدّ الشخص الذي لم يبلغ الحد الأدنى للسن ضحية، ويعتبر شريكه أو شريكها الجنسي هو الجاني، ما لم يكن كلاهما دون السن القانونية.
يهدف تحديد سن الرضائية إلى حماية القاصر من التقدم لأفعال جنسية. تختلف قوانين سن الرضائية على نطاق واسع من ولاية قضائية إلى أخرى، على الرغم من أن معظم الولايات القضائية تحدد سن الرضائية بين سنّي 14-18. وقد تختلف القوانين أيضًا حسب نوع الفعل الجنسي أو جنس المشاركين أو اعتبارات أخرى، مثل استغلال منصب يقوم على الثقة، بينما قد تسمح بعض الولايات القضائية أيضًا للقاصرين الذين يمارسون أفعالًا جنسية مع بعضهم البعض، بدلًا من تحديد سن واحد.
صرحت جينيفر أ. دروباك، التي تُدرّس القانون في جامعة إنديانا، على أن الشباب الذين تتراوح أعمارهم بين 16 و21 عامًا يجب أن يكونوا قادرين فقط على «عرض الموافقة لممارسة الجنس مع شخص أكبر سنًا بشكل ملحوظ»، بدلًا من الرضائية، ومن ثم «السماح لهم بإبطال هذه الموافقة في أي وقت».

### الظروف والاضطرابات النفسية
قد لا يتمكن الأشخاص المصابون بمرض الزهايمر أو الإعاقات المماثلة من إعطاء موافقة قانونية على العلاقات الجنسية حتى مع أزواجهم. لا تعتبر نيويورك الحالة رضائية في الحالات التي يعاني فيها الأشخاص من إعاقة جسدية تجعلهم غير قادرين على التعبير عن عدم موافقتهم، إما باستخدام الكلمات أو جسديًا أو إذا كان لديهم مرض نفسي أو حالة نفسية أخرى تجعلهم غير قادرين على ذلك.
تفرض كارولينا الجنوبية عقوبة قدرها 10 سنوات سجن لمن يمارس الجنس مع شخص يعاني من إعاقة عقلية أو غير قادر على الحركة. تجادل أستاذة القانون ديبورا دينو بأن الأشخاص الذين يعانون من بعض أنواع التحديات العقلية يجب أن يكونوا قادرين على الموافقة على ممارسة الجنس. وتقول إن «لهم الحق في القيام بذلك، والقيود الواسعة والأخلاقية غير الضرورية تنتهك هذا الحق».